# Mother and Child Reunion
Mother and Child Reunion är en poplåt med reggaeinfluenser skriven och framförd av Paul Simon. Låten utgavs som den första singeln från Simons soloalbum Paul Simon i januari 1972 och blev skivans största hit.
Låten är döpt efter en kycklingrätt med ägg som Simon såg på en kinesisk restaurang. Texten behandlar den sorg Simon kände då hans älskade hund blev överkörd. Simon började sedan reflektera över hur han skulle reagaera på framtida dödsfall med personer som stod honom nära, eftersom detta var han första nära kontakt med döden. Simon har också berättat att musiken till låten spelades in med musiker från Jamaica innan han hade en färdig text.

## Listplaceringar
| Lista (1972)   | Position              |
| -------------- | --------------------- |
| Australien     | 5 (Go Set)            |
| Finland        | 19                    |
| Flandern       | 20                    |
| Irland         | 15                    |
| Kanada         | 5                     |
| Nederländerna  | 6                     |
| Norge          | 3 (VG-lista)          |
| Nya Zeeland    | 4 (NZ Listner)        |
| Spanien        | 11                    |
| Storbritannien | 5                     |
| Sverige        | 16 (Kvällstoppen)     |
| Sverige        | 2 (Tio i topp)        |
| USA            | 4 (Billboard Hot 100) |
| Vallonien      | 11                    |
| Västtyskland   | 23                    |